# Jozef Halan
Jozef Halan (* 1. prosince 1946) je bývalý slovenský fotbalista, útočník.

## Fotbalová kariéra
V československé lize hrál za Jednotu Trenčín. Nastoupil v 1 ligovém utkání a gól nedal.

## Ligová bilance
| Ročník                                   | Zápasy | Góly | Klub            |
| ---------------------------------------- | ------ | ---- | --------------- |
| 1. československá fotbalová liga 1967/68 | 1      | 0    | Jednota Trenčín |
| CELKEM                                   | 1      | 0    |                 |